# Poker52
 (avril 2012).
Si vous disposez d'ouvrages ou d'articles de référence ou si vous connaissez des sites web de qualité traitant du thème abordé ici, merci de compléter l'article en donnant les références utiles à sa vérifiabilité et en les liant à la section « Notes et références ».
Poker 52 est un magazine français sur le poker, créé en janvier 2008 par Bruno Fitoussi.
Il existe en deux versions : une édition mensuelle gratuite mise à disposition dans environ 150 casinos et cercles de jeu et une édition payante diffusée en kiosque depuis janvier 2010. Son site Internet couvre les grands tournois du circuit (World Series Of Poker, World Poker Tour, European Poker Tour…) et donne des informations sur le classement des meilleurs joueurs.
Le magazine contient des reportages sur le circuit international et des interviews, il est écrit par une équipe de chroniqueurs, parmi lesquels Bruno Fitoussi, Isabelle Mercier et Fabrice Soulier. Son rédacteur en chef est Jérôme Schmidt, coscénariste du documentaire That's Poker réalisé par Hervé Martin Delpierre.
En juin 2011, Poker 52 rachète le magazine européen Poker Europa (créé par Nic Szeremeta en 1999) et lance Poker 52 Europa.
En avril 2012, Poker 52 lance une application iPhone.